# Fábio Alves Félix
Fábio Alves Félix (São Bernardo do Campo, estado de São Paulo; 10 de enero de 1980), conocido como Fabinho, es un exfutbolista brasileño. Jugaba de centrocampista y su último equipo fue el São Caetano. Fabinho posee 6 dedos en cada mano.
Inició su carrera profesional en 2000 en el São Caetano y al año siguiente pasó por el Corinthians. Además, ha jugado en diversos clubes de Brasil, Francia y Japón.

## Clubes
| Club         | País    | Año         |
| ------------ | ------- | ----------- |
| São Caetano  | Brasil  | 2000        |
| Corinthians  | Brasil  | 2001-2004   |
| Cerezo Osaka | Japón   | 2005        |
| Santos       | Brasil  | 2006        |
| Toulouse     | Francia | 2006-2007   |
| Corinthians  | Brasil  | 2008-2009   |
| Cruzeiro     | Brasil  | 2009-2010   |
| Yokohama FC  | Japón   | 2011        |
| Bahia        | Brasil  | 2011-2012   |
| São Caetano  | Brasil  | 2013 - 2014 |

## Palmarés

### Campeonatos nacionales
| Título                | Club        | País   | Año  |
| --------------------- | ----------- | ------ | ---- |
| Copa de Brasil        | Corinthians | Brasil | 2002 |
| Torneio Rio-São Paulo | Corinthians | Brasil | 2002 |
| Campeonato Paulista   | Corinthians | Brasil | 2003 |
| Campeonato Paulista   | Santos      | Brasil | 2006 |
| Serie B               | Corinthians | Brasil | 2008 |
| Campeonato Paulista   | Corinthians | Brasil | 2009 |